# Hibiya (metropolitana di Tokyo)
La stazione di Hibiya (日比谷駅?, Hibiya-eki) è una stazione della metropolitana di Tokyo che si trova a Chiyoda. La stazione è servita da due linee della Tokyo Metro da una della Toei Metro.